# Shalala 希望之歌
「Shalala 希望之歌」（Shalala キボウの歌）是日本的音樂团体AAA的第6张单曲。2006年3月23日由avex trax发售。

## 概要
- 「Shalala 希望之歌」是日本海电视台節目「プリン・ス」2006年4月片头曲。
- 此單曲有2個版本，分別有「CD+DVD」和「CD ONLY」，收錄了「Shalala 希望之歌」的Music Clip。
- 在4月3日於公信榜單曲週排行榜取得第20位

## 收錄內容

### CD+DVD
CD
1. Shalala 希望之歌
（作詞：石田衣良　作曲：成瀬英樹　編曲：今井了介）
2. Shalala 希望之歌 (Instrumental)

DVD
1. Shalala 希望之歌 (Music Clip)

### CD ONLY
1. Shalala 希望之歌
2. Shalala 希望之歌 (Instrumental)